# Marc Lammers
Pour les articles homonymes, voir Lammers.
Marc Lammers, né le 15 mars 1969 à Oss, est un joueur et entraîneur néerlandais de hockey sur gazon. Il est notamment connu pour avoir été l'entraîneur de l'équipe néerlandaise féminine, championne olympique en 2008.